# Glencoe (Wisconsin)
Glencoe es un pueblo ubicado en el condado de Buffalo en el estado estadounidense de Wisconsin. En el Censo de 2010 tenía una población de 485 habitantes y una densidad poblacional de 4,19 personas por km².

## Geografía
Glencoe se encuentra ubicado en las coordenadas 44°16′36″N 91°35′22″O / 44.27667, -91.58944. Según la Oficina del Censo de los Estados Unidos, Glencoe tiene una superficie total de 115.72 km², de la cual 115.23 km² corresponden a tierra firme y (0.42%) 0.49 km² es agua.

## Demografía
Según el censo de 2010, había 485 personas residiendo en Glencoe. La densidad de población era de 4,19 hab./km². De los 485 habitantes, Glencoe estaba compuesto por el 92.58% blancos, el 0% eran afroamericanos, el 0% eran amerindios, el 0% eran asiáticos, el 0% eran isleños del Pacífico, el 7.01% eran de otras razas y el 0.41% pertenecían a dos o más razas. Del total de la población el 8.04% eran hispanos o latinos de cualquier raza.